# 丰格拉沃
丰格拉沃（法語：Fongrave，法語發音：[fɔ̃ɡʁav]）是法国洛特-加龙省的一个市镇，属于洛特河畔新城区。

## 地理
丰格拉沃（44°23'44"N, 0°32'2"E）面积9.46 平方千米，位于法国新阿基坦大区洛特-加龍省，该省份为法国西南部内陆省份，北起多爾多涅省，西接吉倫特省和朗德省，南至热尔省，东临塔恩-加龙省和洛特省。
与丰格拉沃接壤的市镇（或旧市镇、城区）包括：洛特河畔卡斯泰尔莫龙、蒙克拉尔、圣艾蒂安德富热尔、洛特河畔勒唐普勒。

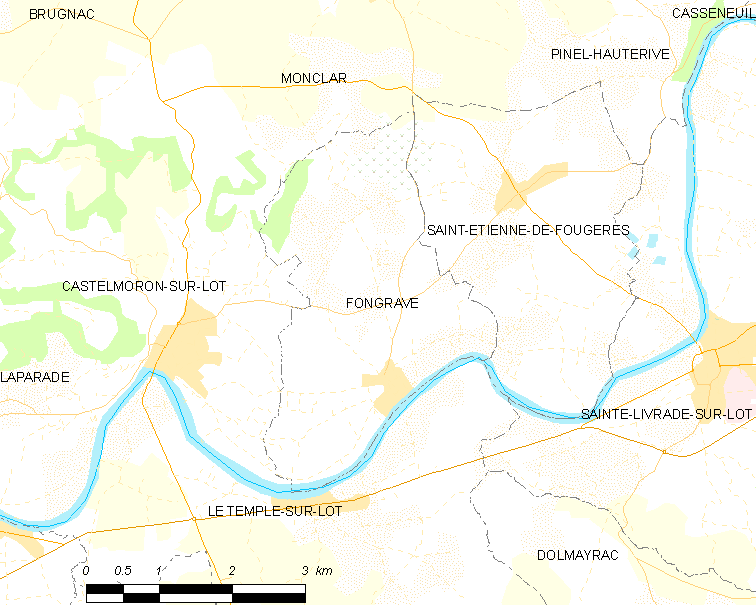
丰格拉沃的OSM定位图

丰格拉沃的时区为UTC+01:00、UTC+02:00（夏令时）。

## 行政
丰格拉沃的邮政编码为47260，INSEE市镇编码为47099。

## 政治
丰格拉沃所属的省级选区为勒利夫拉代县。

## 人口

1962-2008年间丰格拉沃人口变化图示

丰格拉沃于2022年1月1日时的人口数量为625人。